# لوترا أيديبسو (إففويا)
لوترا أيديبسو (Λουτρά Αιδηψού) هي مدينة في إففويا في مقاطعة كينتريكي إلادا في اليونان.